# 蒼山サグ
蒼山 サグ（あおやま サグ、1981年7月11日 - ）は、日本の小説家、漫画原作者。秋田県出身。

## 経歴
『涼宮ハルヒの憂鬱』のアニメ（2006年）を見て、それまでライトノベルを読んだことがなかったのにライトノベル作家を志した。2006年頃より各社の新人賞に応募を始め2008年に『ロウきゅーぶ!』で第15回電撃小説大賞銀賞を受賞、2009年2月に同作品でデビュー。その後シリーズ化され、現在に至る。
司法試験の受験経験があり、受験から逃げるように四国八十八箇所をお遍路で回っている最中に「ロウきゅーぶ!」の構想を思い付いたとインタビューやTwitterで語っている。

## 人物
ペンネームは五十音順で「あ」から始まることと「青菜を山のように盛ったサグカレーが食べたい」と思った時期に付けたことが由来。
趣味はギターであり、ブログやツイッターなどでもたびたび話題にする。また、著作の『天使の3P!』は女子小学生によるロックバンドを題材にしている。

処女作の『ロウきゅーぶ!』をはじめ、自身の著作がロリータ・コンプレックス的、少女愛的な要素で成り立っていることを自認しつつ執筆しており、『天使の3P!』の後書きでは「露里の道も一歩から」と語っている。また、『ロウきゅーぶ!』で小学生の少女を扱ったことについては、四国を遍路していた発案当時をふり返りつつ、
と語っており、純粋無垢な「少女」を『癒し』の象徴とする見解を示している。
競馬愛好家としても知られており、週刊アスキー誌でも「まったく、競走馬は最高だぜ！」の連載を持っていた。一口馬主に出資している。

## 著作

### 小説
- ロウきゅーぶ!（『電撃文庫』、イラスト：てぃんくる、2009年 - 2015年、全15巻）
- 天使の3P!（『電撃文庫』、イラスト：てぃんくる、2012年 - 2018年、全11巻）
- 恋愛と幼女の分岐点『電撃文庫MAGAZINE』Vol.23別冊付録、『サンタクロースを見た　電撃コラボレーション』掲載、2011年12月
- ステージ・オブ・ザ・グラウンド（『電撃文庫』、イラスト：ひのた、2016年、既刊1巻）
- ゴスロリ卓球（『電撃文庫』、イラスト：マナカッコワライ、2018年 - 、既刊2巻）
- ぽけっと・えーす!（『電撃文庫』、イラスト：てぃんくる、2019年 - 、既刊3巻）
- 魔空士の翼 SkyMagica（KADOKAWA、イラスト：so品、2021年、既刊1巻）
- ウマ娘 プリティーダービー Season 2
  - ウマ話〜ツインターボ編〜（トレーナーズBOX　第3コーナー特典、2021年）[9]
  - ウマ話〜キタサンブラック・サトノダイヤモンド編〜（トレーナーズBOX　第4コーナー特典、2021年）[10]

### 漫画原作
- すぱいしーでいず!（作画：きんつば、『まんがタイムきららフォワード』、2021年8月号 - 2023年8月号 、全3巻）

### ドラマCD脚本
- ドラマCD『ロウきゅーぶ!』（アスキー・メディアワークス）

### ゲームシナリオ
- My sweet ウマドンナ 〜僕は君のウマ〜（JRA）
- My sweet ウマドンナ2 〜ウマすぐ Kiss Me〜（JRA）

### ASMRシナリオ
- ロウきゅーぶ！ 〜春に舞う小学生最後の汗。香椎愛莉にないしょの特訓ASMR〜[11]
- こどものままでもママになりたい！ 〜休日に息子とふたりきりだから小学生のお母さんがなんでもしてあげちゃう♪心咲ASMR〜[11]